# 154th Training Squadron
Le 154th Training Squadron (154th TRS) est un escadron de la 189th Airlift Wing (en) de l'Arkansas Air National Guard (en).
Il est basé à la base aérienne de Little Rock (en) dans l'Arkansas, et est équipé de Lockheed C-130 Hercules.
L'escadron descend du 154th Aero Squadron créé le 8 décembre 1917 lors de la Seconde Guerre mondiale, transformé le 24 octobre 1925 en tant que 154th Observation Squadron.